# Хоенполдинг
Хоенполдинг (њем. Hohenpolding) општина је у њемачкој савезној држави Баварска. Једно је од 26 општинских средишта округа Ердинг. Према процјени из 2010. у општини је живјело 1.483 становника. Посједује регионалну шифру (AGS) 9177121.

## Географски и демографски подаци
Хоенполдинг се налази у савезној држави Баварска у округу Ердинг. Општина се налази на надморској висини од 488 метара. Површина општине износи 27,4 km². У самом мјесту је, према процјени из 2010. године, живјело 1.483 становника. Просјечна густина становништва износи 54 становника/km².